# Civilization: Call to Power
Civilization: Call to Power – strategia turowa, powstała na bazie serii Civilization Sida Meiera. Podobnie jak w oryginale, gracz zarządza wybranym przez siebie narodem, rozwijając go przez kolejne stulecia. W tym celu musi zakładać nowe miasta i kierować ich rozbudową, opracowywać nowe technologie, tworzyć infrastrukturę, budować cuda świata, prowadzić wojny z innymi narodami i sterować polityką wewnętrzną. Stopień skomplikowania jest zwiększony w stosunku do oryginału, wprowadzając w każdej z tych dziedzin nowe rozwiązania. Główną różnicą jest rozszerzenie rozgrywki również w przyszłość, umożliwiając graczowi opracowanie licznych futurystycznych technologii.
Gra obejmuje pięć epok: Starożytność (Ancient Age), Renesans (Renaissance), Współczesność (Modern Age), Epokę genetyki (Genetic Age) i Epokę Diamentu (Diamont Age). Futurystyczne technologie umożliwiają graczowi z czasem przenieść rozgrywkę również na dna oceanów i w przestrzeń kosmiczną.
W 2000 roku został wydany sequel Call to Power 2, będący w dużej mierze klonem tej gry. W sequelu poprawiono większość problemów z niewygodnym interfejsem i niezbalansowaniem gry, zmieniono warunki zwycięstwa i dodano nowe możliwości dyplomatyczne. 